# Johannes Praetorius (matemático)
Johann Richter (Sankt Joachimsthal, 1537 – Altdorf bei Nürnberg, 27 de outubro de 1616) foi um físico, fabricante de instrumentos, astrônomo e matemático da Boêmia. Foi considerado por Tycho Brahe um dos matemáticos líderes de sua época.

## Biografia
Era filho de Paul Richer († 10 de janeiro de 1559). Estudou, em 1557, filosofia e matemática na Universidade de Wittenberg e de 1562 a 1569 viveu em Nuremberg. Seus instrumentos astronômicos e matemáticos estão conservados no Museu Nacional da Alemanha, em Nuremberg. Em 1571, tornou-se Professor de Matemática e Astronomia em Wittenberg onde conheceu Valentinus Otho (1548-1603) e Joachim Rheticus (1514-1574), de quem muito elogiou as tabelas trigonométricas. Em 4 de Março de 1572 recebe o diploma de Mestrado em Ciências Filosóficas.  Depois de viajar para Praga, Viena e Cracóvia, aceita uma cadeira de matemática na Universidade de Wittenberg. Deu aulas sobre a teoria astronômica de Copérnico inicialmente como maneira de eliminar o Equante criado por Ptolomeu, partindo mais tarde para um sistema proto-ticônico. Em 1575, por razões políticas, pediu demissão de sua cadeira em Wittenberg, mas foi escolhido para a cadeira de matemática na Universidade de Altdorf, em detrimento de seu irmão Paul Pretorius. Casou em 1579 com Helena Siegel (?-1636), filha do diácono Georg Siegel (?-1573). 
Praetorius teve como patronos Andreas Dudithius (1533-1589), Bispo de Pécs e o imperador Maximiliano II (1527-1576). A ele se atribui a invenção de uma tabela, também conhecida como mensula ou Tabula Praetoriana, instrumento usado para traçar diretamente sobre uma folha de desenho a representação de uma área de terra simultaneamente à sua detecção topográfica..
Petrus Saxonius (1591-1625), que foi seu aluno,  o sucedeu na cadeira de matemática da Universidade de Altdorf.

## Obras
- De cometis, qui antea visi sunt, et de eo qui novissime mense Novembro apparuit, narratio 1578
- Problema, quod iubet ex quatuor rectis lineis datis quadrilaterum fieri, quod sit in circulo 1598